# 中野操
中野 操（なかの みさお、1897年10月30日 - 1986年3月21日）は、日本の医師、医史学者、陸軍軍医。

## 経歴
京都府出身、京都府立医専卒。
1938年杏林温古会を設立、大阪赤十字病院に勤務後、周防町、阿倍野晴明通で開業した。戦後に大阪で開業した。
『増補医事年表』を編纂し、機関誌『医譚』を発行するなど、大阪の医学史研究につとめた。

## 著作
- 『皇国医事大年表』南江堂、1942年。
  - 『日本医事大年表 増補版』思文閣、1972年。
- 『大阪医学風土記』杏林温故会、1959年。
- 『大坂蘭学史話』思文閣出版、1979年。
- 『大阪名医伝』思文閣出版、1983年。

### CiNii
- CiNii 中野操

## 中野操文庫
中野は、1552年（天文21年）の『黄素妙論』や室町時代に遡る医学書、日本最古のオランダ文法書で蘭方医新宮涼庭（1787年 - 1854年）が写した1733年の『セウユリルスフラーカコンスト』、江戸時代大阪の医事年表など、日本医史学の比類ない歴史資料を蔵書しており、これらは2012年に13,461点が一括で大阪市の指定有形文化財となった。